# Gunnar Domeij (läkare)
Jonas Erik Gunnar Domeij, född 1 februari 1902 i Örnsköldsvik, död 9 september 1984, var en svensk läkare.
Domeij, som var son till konsul Emil Domeij och Frida Starrin, blev efter studentexamen i Umeå 1920 medicine kandidat i Stockholm 1923 och medicine licentiat 1928. Han var t.f. underläkare på Örnsköldsviks lasarett 1925, på Örebro lasaretts kirurgiska avdelning 1929, underläkare på Sophiahemmet 1929–1930, på Flens lasarett 1930–1933, amanuens på Allmänna barnbördshuset 1934–1935, underläkare på Södra barnbördshuset 1935–1938 och amanuens på Sabbatsbergs sjukhus kvinnoklinik 1938–1939. Han blev förste underläkare vid kvinnokliniken på Karolinska sjukhuset 1940, biträdande överläkare vid kvinnokliniken på Sahlgrenska sjukhuset 1942, extra överläkare på Södra barnbördshuset 1944 samt var överläkare och styresman där 1947–1968. Han var praktiserande läkare i Stockholm från 1944 och föreståndare för Aspuddens mödravårdscentral 1945. Gunnar Domeij är begravd på Solna kyrkogård.